# Stabat Mater (Poulenc)
Stabat Mater és una composició musical de Francis Poulenc de 1950 de la seqüència de l'Stabat Mater. Poulenc va compondre la peça en resposta a la mort del seu amic, l'artista Christian Bérard. Primer va considerar escriure un Rèquiem per Bérard, però, després de tornar a l'ermita de la Mare de Déu Negre de Rocamadour, va seleccionar el text medieval de l'Stabat Mater. La partitura de Poulenc és per a soprano, cor mixt i orquestra, i s'estrenà el 1951 al Festival d'Estrasburg. Va ser ben rebut per tot Europa i als Estats Units, on va guanyar el Premi del Cercle de Crítics de Nova York a la Millor Obra coral de l'any. A Catalunya va arribar el 8 de novembre de 1958, en un concert pertanyent a la celebració del cinquantè aniversari del Palau de la Música Catalana de Barcelona, amb la participació de la soprano francesa Jacqueline Brumaire, de l'Orfeó Català i la direcció de Lluís Maria Millet. El compositor va estar present durant el concert.